# Capricornia
Capricornia – jedenasty i ostatni album studyjny australijskiej grupy rockowej Midnight Oil. Album został wydany w 2002 roku.

## Lista utworów
1. Golden Age
2. Too Much Sunshine
3. Capricornia
4. Luritja Way
5. Tone Poem
6. A Crocodile Cries
7. Mosquito March
8. Been Away Too Long
9. Say Your Prayers
10. Under the Overpass
11. World That I See
12. Poets and Slaves
13. A Pub With No Beer